# Groß Labenzer See
Der Groß Labenzer See befindet sich im Landkreis Nordwestmecklenburg nordöstlich von Schwerin im Stadtgebiet von Warin. Am Nord- bzw. Ostufer liegen die Wariner Ortsteile Klein Labenz und Groß Labenz. Die West- und Südufer bilden die Grenze zur Gemeinde Blankenberg im Landkreis Ludwigslust-Parchim. Der See unterteilt sich in ein Nordbecken (Schwarzer See) und das deutlich flachere Südbecken (Weißer See). Die tiefste Stelle des Sees befindet sich im Nordbecken. Die durchschnittliche Tiefe beträgt 10,2 Meter. Das Gewässer ist fast komplett von Wald umgeben und auch deshalb ein beliebtes Ausflugsziel. Der See ist Natura 2000-Gebiet (Wariner Seenlandschaft, EU-Nr.: DE 2236-303). Er liegt im Landschaftsschutzgebiet Seengebiet Warin-Neukloster, Naturpark Sternberger Seenland.